# Едріан Блейк
Едріан Блейк (англ. Adrian Blake, нар. 15 липня 2005, Ізлінгтон) — англійський футболіст ямайського походження, нападник нідерландського клубу «Утрехт».

## Клубна кар'єра
Народився 15 липня 2005 року у лондонському боро Ізлінгтон. Вихованець футбольної школи клубу «Вотфорд». Дорослу футбольну кар'єру розпочав 2022 року в основній команді того ж клубу, в якій провів один сезон, взявши участь у трьох матчах, в тому числі в одному матчі Чемпіоншипу.
Відмовившись підписувати професійний контракт з «Вотфордом», у червні 2023 року Блейк перейшов у нідерландський «Утрехт», підписавши чотирирічний контракт. Спочатку англієць стаав виступати за резервну команду «Йонг Утрехт», а 14 січня 2024 року дебютував в основному складі Утрехта в матчі Ередівізі проти «Вітессе». Станом на 2 жовтня 2024 року відіграв за команду з Утрехта 22 матчі в національному чемпіонаті.

## Виступи за збірні
2023 року дебютував у складі юнацької збірної Англії (U-18), загалом на юнацькому рівні взяв участь у 8 іграх, відзначившись одним забитим голом.

## Статистика виступів

### Статистика клубних виступів
Станом на 2 жовтня 2024
| Сезон                   | Команда                 | Чемпіонат               | Чемпіонат | Чемпіонат | Національний кубок | Національний кубок | Національний кубок | Континентальні кубки | Континентальні кубки | Континентальні кубки | Інші змагання | Інші змагання | Інші змагання | Усього | Усього | Усього |
| Сезон                   | Команда                 | Ліга                    | Ігор      | Голів     | Ліга               | Ігор               | Голів              | Ліга                 | Ігор                 | Голів                | Ліга          | Ігор          | Голів         | Ігор   | Голів  |        |
| ----------------------- | ----------------------- | ----------------------- | --------- | --------- | ------------------ | ------------------ | ------------------ | -------------------- | -------------------- | -------------------- | ------------- | ------------- | ------------- | ------ | ------ | ------ |
| 2022–23                 | «Вотфорд»               | ЧФЛ                     | 1         | 0         | КА+КЛ              | 1+1                | 0+0                | -                    | -                    | -                    | -             | -             | -             | 3      | 0      |        |
| 2023–24                 | «Йонг Утрехт»           | 1Д                      | 32        | 3         | -                  | -                  | -                  | -                    | -                    | -                    | -             | -             | -             | 32     | 3      |        |
| 2024–25                 | «Йонг Утрехт»           | 1Д                      | 5         | 1         | -                  | -                  | -                  | -                    | -                    | -                    | -             | -             | -             | 5      | 1      |        |
| Усього за «Йонг Утрехт» | Усього за «Йонг Утрехт» | Усього за «Йонг Утрехт» | 37        | 4         |                    | -                  | -                  |                      | -                    | -                    |               | -             | -             | 37     | 4      |        |
| 2023–24                 | «Утрехт»                | ЕД                      | 5         | 1         | КН                 | 0                  | 0                  | -                    | -                    | -                    | -             | -             | -             | 5      | 1      |        |
| 2024–25                 | «Утрехт»                | Е                       | 1         | 0         | КН                 | 0                  | 0                  | -                    | -                    | -                    | -             | -             | -             | 1      | 0      |        |
| Усього за «Утрехт»      | Усього за «Утрехт»      | Усього за «Утрехт»      | 6         | 1         |                    | 0                  | 0                  |                      | -                    | -                    |               | -             | -             | 6      | 1      |        |
| Усього за кар'єру       | Усього за кар'єру       | Усього за кар'єру       | 44        | 5         |                    | 2                  | 0                  |                      | -                    | -                    |               | -             | -             | 46     | 5      |        |